# だし (郷土料理)
だしは、山形県村山地方の郷土料理である。

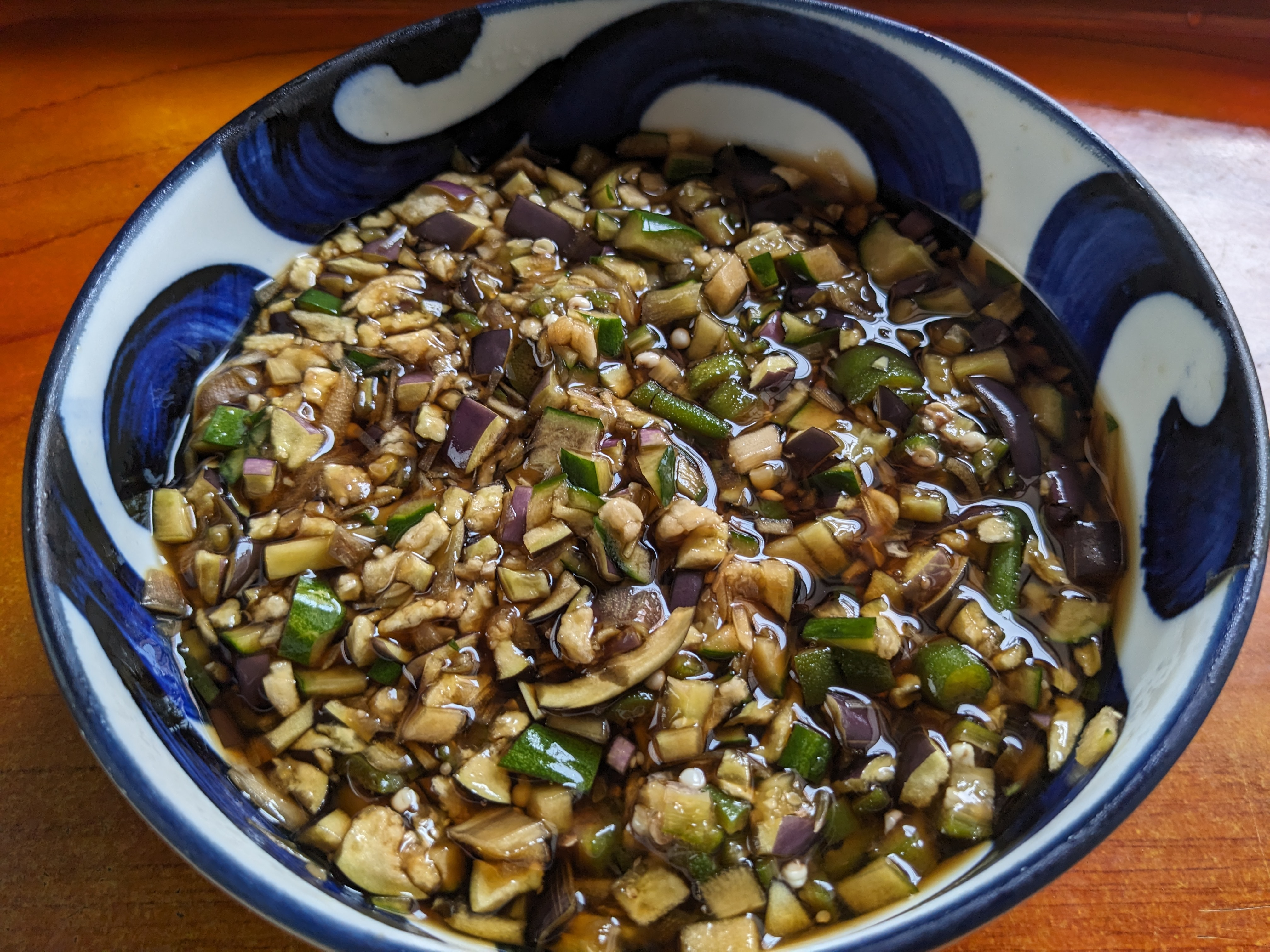
「だし」。茄子、胡瓜、茗荷、オクラを使用。

夏野菜と香味野菜を細かくきざみ、醤油などで和えたものであり、飯や豆腐にかけて食べる。一般的には出汁と区別して、山形のだしと呼ばれるが、「山形のだし」は株式会社マルハチが商標登録している。山形には、だしを製造する漬物会社がいくつか存在する。

## 作り方
よく冷やした野菜を、五ミリメートル大程度に粗くみじん切りにして混ぜ合わせ、醤油や酒、うま味調味料などで味付けする。味を馴染ませるため数時間から一晩ほど寝かせる場合もある。主に茄子、胡瓜などの夏野菜と、少量の紫蘇、茗荷、葱、生姜などの香味野菜を用いる。もっとも、身近な野菜であれば食材を選ばず、人参、ピーマンなどの冷蔵庫の残り野菜を何でも使うことができる。茹でたオクラや昆布、納豆昆布、メカブを使って粘り気を出したり、ワサビや唐辛子で辛味を加えたりすることもある。各家庭によって、それぞれに異なった味付けがあるのも特徴。　

## 食べ方

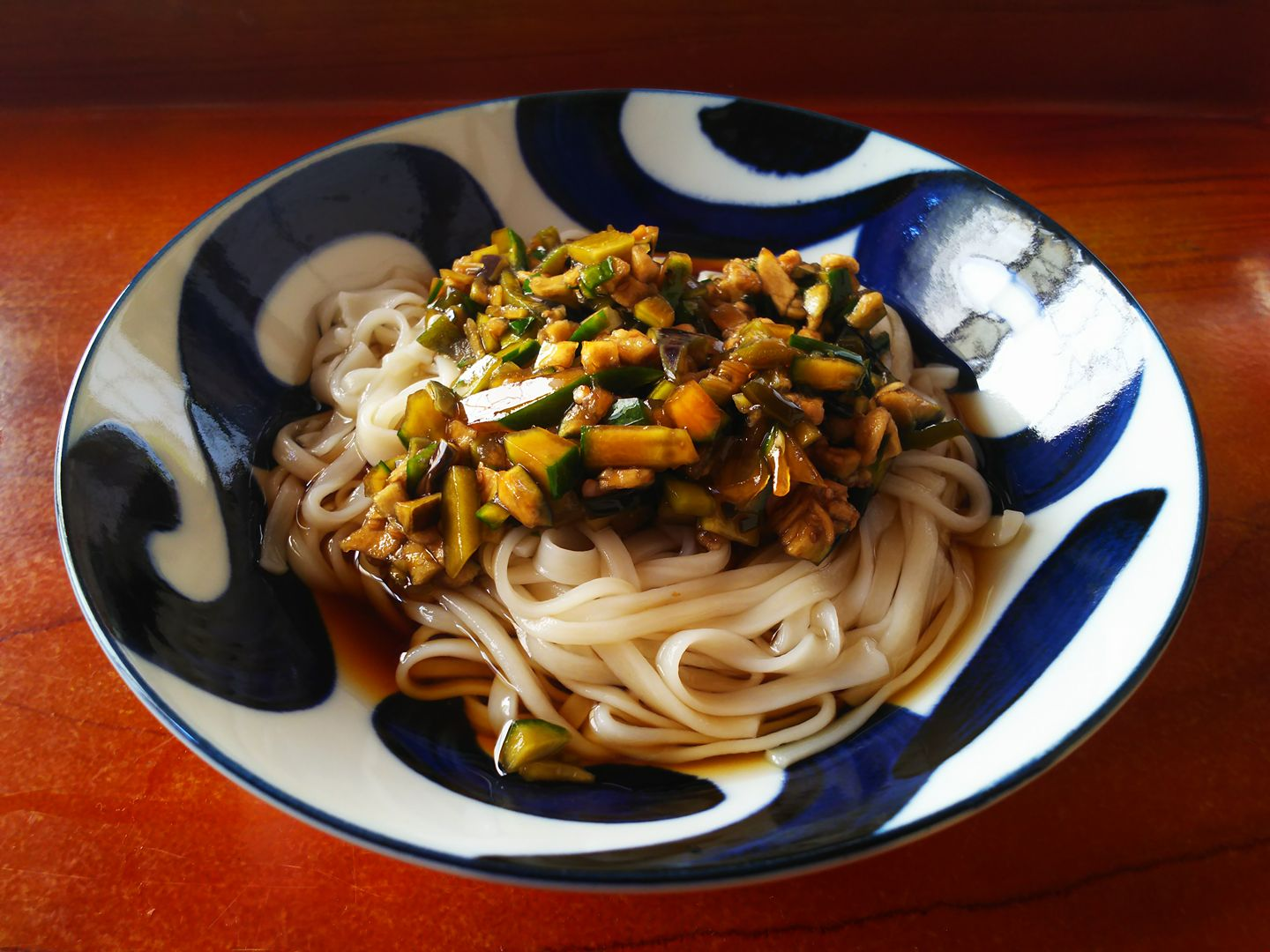
「だし」をかけた稲庭うどん。

出来上がった「だし」は、大きめの容器に盛られ、各自が適量を温かいご飯に載せて食べるのが一般的。豆腐（冷奴）や納豆などの薬味としても使われる。蕎麦つゆに同量を入れ、麺に絡ませる食べ方もある。後述するように、近年では全国に知られて販路が広がるようになり、牛丼のトッピングなどにも使われている。

## 歴史
山形県の内陸部である村山地方で古くから食べられてきた家庭料理。『日本の食文化全集⑥　聞き書き山形の食事』には現在の天童市、朝日町、長井市の章に記載があり、長井市では「養蚕が忙しいとき、おかず作りを簡便に済ませたいときに作る。なす、みょうが、シソの葉を摘んできれいに洗い、きゅうり、なすは細かくさいの目に、みょうが、シソの葉も細かく刻んで混ぜ合わせ、醤油をかけて食べる。茹でた枝豆を入れると色どりがよくおいしい」と記されている。
なお「だし」の発音は、生まれ育った地域や年代によって違いがある。アクセントを「だ」に置き、「し」をほぼ「す」に近い鼻母音混じりの発音で「だす」と呼ぶ人もいる。だしをテレビ番組で紹介し、全国に広めるきっかけを作った山形県在住の米国人タレントのダニエル・カールは、河北町のおばあさんから振る舞われて初めて知った時に、料理名を「だっす」と教えられたことを回想している。
上記のマルハチは、同じ山形県でも日本海沿岸の庄内地方に本社を置いており、1999年に村山地方出身の社員が商品化に向けた社内プレゼンテーションを行うまで、経営幹部も「だし」を知らなかった。即席の漬物に分類されるため衛生管理が難しく、食料品店で販売されるようになったのは、カネリ食品（山形県東根市）製を地元スーパーマーケットのヤマザワが扱うようになった1980年前後とみられる。
マルハチが2000年に商品化した直後は、首都圏スーパーなどの食品バイヤーらの反応は冷淡だったが、消費者の認知度が上がるにつれて売り上げが増え、取扱店や参入メーカーが広がった。材料となる野菜の洗浄・殺菌を徹底することで、山形県で生産されてから購入者が食べるまでの数日間、鮮度や食感・色合いを保持することが可能になった。
前述のダニエル・カールは、だしをNHK教育テレビジョンの番組『きょうの料理』で紹介し、全国に知られるようになった。カールが紹介した「だし」は、この年に放映された『きょうの料理』のレシピで、視聴者からの問い合わせが最も多かった。2008年8月に「行列のできる法律相談所」で、本村弁護士のお気に入りとして紹介され、2008年11月の『行列のできる芸能人通販王決定戦』では、マルハチの商品が、ギャル曽根グルメセットの内の1品として紹介された。

## 他地方の類似した食品
長野県北部から新潟県内陸の魚沼地域にかけて、だしと似た郷土食がある。長野県側では「やたら」、魚沼地方では「きりざい」と呼ばれる。長野県飯綱町では７月から８月にかけてやたら祭りが催され、地域のレストラン・食堂で様々なやたらのアレンジ料理が楽しめる。

## 参考資料
- 農林水産省 うちの郷土料理「だし 山形県」